# 아이돌 풋살 월드컵
《아이돌 풋살 월드컵》은 2014년 FIFA 월드컵의 개최를 기념하여 2014년 6월 12일에 방송한 MBC의 예능 프로그램이다. 서울특별시 KBS 스포츠월드 와 고양종합운동장 보조경기장에서 경기가 열렸다.

## 참가자
- 아이돌 리그 A팀 : 민호 (샤이니), 시우민, 루한 (EXO), 바로 (B1A4), 남우현, 이호원 (인피니트), 소룡(테이스티), 샘, 션 리 (BoK)
- 아이돌 리그 B팀 : 김동준, 하민우, 김태헌 (ZE:A), 세용, 인수,(마이네임), 레오, 라비 (빅스), 변장문, 주대건
- 아이돌 리그 C팀 : 리키, 창조 (틴탑), 창범, 찬용 (백퍼센트), 수현 (유키스), 효준, 승엽 (에이젝스), 레이 (EXO), 유권 (블락비)
- 아이돌 리그 D팀 : 영재, 진영 (GOT7), 유승 (엠파이어), 수웅, 원준 (소년공화국), P군 (제노티), 리오 (14U), 가람 (대국남아), 큐 (N.O.M)
- 월드 리그 A팀 : 김흥국, 김보성, 이상인, 정두홍, 안계범, 서동균, 임요환, 신유
- 월드 리그 B팀 : 샘 해밍턴, 리키 김, 크리스 J. 존슨, 제임스, 올리버 칸, 에네스 카야, 파비앙 코르비노, 샘 오취리
- 월드 리그 C팀 : 이세준, 이완, 김창열 (DJ DOC), 유건, 윤형빈, 김재덕, 장수원 (젝스키스), 쇼리 J (마이티 마우스), 백청강, 손진영
- 월드 리그 D팀 : 윤두준, 이기광, 양요섭 (비스트), 에릭 남, 노지훈, 서은광, 이민혁 (비투비), 오직, 강남 (M.I.B)
- 치어리딩 선수단 A팀 : 미쓰에이, 레이디스 코드, 씨스타, NC.A, 틴트
- 치어리딩 선수단 B팀 : 쥬얼리, 나인뮤지스, 달샤벳
- 치어리딩 선수단 C팀 : 애프터스쿨, 헬로비너스, 베스티
- 치어리딩 선수단 D팀 : 시크릿, AOA, 레인보우

## 예선전 및 준결승전

### 월드리그
장소 : 고양종합운동장 보조경기장
| 팀 1     | 결과   | 팀 2   |        |        |
| 예선전   | 예선전 | 예선전 | 예선전 | 예선전 |
| -------- | ------ | ------ | ------ | ------ |
| D팀      | 2 – 0  | B팀    |        |        |
| A팀      | 5 – 6  | C팀    |        |        |
| 준결승전 |        |        |        |        |
| C팀      | 0 – 1  | D팀    |        |        |

### 아이돌 리그
장소 : 서울 KBS 스포츠월드 제1체육관
| 팀 1     | 결과   | 팀 2   |        |        |
| 예선전   | 예선전 | 예선전 | 예선전 | 예선전 |
| -------- | ------ | ------ | ------ | ------ |
| A팀      | 8 – 1  | C팀    |        |        |
| B팀      | 4 – 1  | D팀    |        |        |
| 준결승전 |        |        |        |        |
| B팀      | 2 – 3  | A팀    |        |        |

## 여자 아이돌 치어리딩 대회
장소 : 서울 KBS 스포츠월드 제1체육관
| 순위 | 팀  | 점수 |
| ---- | --- | ---- |
| 1    | D팀 | 466  |
| 2    | A팀 | 465  |
| 3    | C팀 | 462  |

## 결승전
장소 : 서울 KBS 스포츠월드 제1체육관
| 팀 1          | 결과  | 팀 2            |
| ------------- | ----- | --------------- |
| 월드 리그 D팀 | 0 – 4 | 아이돌 리그 A팀 |

## 종합
| 순위 | 팀             |
| ---- | -------------- |
| 1    | 아이돌리그 A팀 |
| 2    | 월드리그 D팀   |
| 3    | 월드리그 C팀   |

## 같이 보기
- 제1회 아이돌 스타 육상 선수권 대회 : 2010년 추석 특집
- 제2회 아이돌 스타 육상·수영선수권대회 : 2011년 설날 특집
- 제3회 아이돌 스타 육상 선수권 대회 : 2011년 추석 특집
- 제4회 아이돌 스타 육상·수영 선수권 대회 : 2012년 설날 특집
- 제5회 아이돌 스타 올림픽 : 2012년 2012년 하계 올림픽 특집
- 제6회 아이돌 스타 육상 양궁 선수권 대회 : 2013년 설날 특집
- 제7회 아이돌 육상 풋살 양궁 선수권 대회 : 2013년 추석 특집
- 제8회 아이돌 스타 육상 양궁 풋살 컬링 선수권 대회 : 2014년 설날 특집

| 문화방송의 예능 프로그램                          |                         |                                                  |
| 전작                                              | 현작 아이돌 풋살 월드컵 | 후작                                             |
| 제8회 아이돌 스타 육상 양궁 풋살 컬링 선수권 대회 | 현작 아이돌 풋살 월드컵 | 제9회 아이돌 스타 육상 농구 풋살 양궁 선수권대회 |
|                                                   |                         |                                                  |
|                                                   |                         |                                                  |